# Österreichischer Feldzug gegen das Herzogtum Warschau 1809
Sacile – Teugn-Hausen – Weichselfeldzug – Raszyn – Abensberg – Landshut – Eggmühl – Regensburg – Neumarkt – Ebelsberg – Piave – Aspern – Sankt Michael – Stralsund – Bergisel – Raab/Győr – Graz – Wagram – Korneuburg – Stockerau – Gefrees – Hollabrunn (Schöngrabern) – Znaim – Walcheren–Schlacht an der Baskischen Reede
Der Österreichische Feldzug gegen das Herzogtum Warschau, auch Weichselfeldzug genannt, war Bestandteil des Fünften Koalitionskrieges. Er begann am 15. April 1809 mit dem Einmarsch österreichischer Truppen in das Herzogtum Warschau. Es folgte eine polnische Gegenoffensive in das österreichische Galizien bzw. Westgalizien. Ab Ende Mai besetzte Russland die östlichen Teile dieser Gebiete. Österreichs Feldzug endete mit dem Abschluss des Znaimer Waffenstillstandes Mitte Juli 1809, als seine Truppen nur noch die Gegend südlich von Krakau besetzt hielten. Am 14. Oktober 1809 beendeten Österreich und Frankreich den Krieg im Frieden von Schönbrunn.

## Vorgeschichte
Österreich beabsichtigte 1809, die Vorherrschaft Napoleons in Europa durch Volkskriege nach dem Vorbild des seit 1808 entbrannten Spanischen Unabhängigkeitskrieges zu beseitigen. Beim Einmarsch in Bayern am 9. April 1809 wurde das Volk zum Aufstand gegen Napoleons Fremdherrschaft im Sinne einer nationalen Befreiung aufgerufen.
Problematisch war ein derartiges Vorgehen auf dem Nebenkriegsschauplatz Herzogtum Warschau. Dort sollte eher aus politischen als aus militärstrategischen Gründen ebenfalls eine Offensive stattfinden. Dieser nördliche Nachbar Österreichs war ein Satellitenstaat Frankreichs. Das Herzogtum war im Tilsiter Frieden 1807 infolge einer Einigung Russlands und Frankreichs über die Gebietsgewinne Preußens aus den Teilungen Polens entstanden. Österreich wollte das Herzogtum besetzen, um es Russland oder Preußen bei Bündnisverhandlungen anzubieten.
Im noch geteilten Polen galt Napoleon als Befreier und nicht als Usurpator. Zu Polen hatte auch das 1772 von Österreich annektierte Galizien gehört, wie auch das ihm 1795 angeschlossene Westgalizien, Österreichs Gewinn aus der Dritten Teilung. Als sich im Frühjahr 1809 der Krieg abzeichnete, sah man in Warschau dies als Gelegenheit, unter Frankreichs Schutz den unerträglichen Zustand zu beenden, dass es noch polnischen Boden gibt, über den Deutsche befehlen und Galizien zu befreien.
Dennoch ließ der österreichische Oberkommandierende Erzherzog Ferdinand Karl beim Einmarsch in das Herzogtum am 15. April eine Proklamation verbreiten, worin er den Polen zurief, Napoleon sei ein Betrüger und seine Befreiung Polens bestünde darin, dass Eure jungen Krieger die Spanische Erde mit ihrem Blute befruchtet haben. Nun aber komme er als der wahre Befreier und man wolle gemeinsam die Franzosen verjagen. Von einer Wiederherstellung Polens war nicht die Rede.
Eine solche Perspektive war unterblieben, weil sie das durch den Allianzvertrag von Erfurt mit Frankreich verbündete Russland zu unvorhersehbaren Schritten gegen Österreich hätte veranlassen können. Die Möglichkeit eines Seitenwechsels Russlands wollte Österreich von Anfang an offenhalten. Unklar war auch die Haltung Preußens, das zwar einen Aufstand gegen Napoleon vorbereitete, jedoch schwerlich ein Polen in den Grenzen von 1772 hinnehmen würde. Verbündete Österreichs waren Großbritannien, Spanien, Portugal und das Königreich Sizilien. Auf keinem der Kriegsschauplätze konnte Österreich mit militärischer Unterstützung seiner Alliierten rechnen.
Auf der anderen Seite hatte Napoleon Österreichs Entschlossenheit zum Kriege unterschätzt. Die Masse seiner Truppen befand sich auf der iberischen Halbinsel oder war dorthin unterwegs. Er selbst war erst am 23. Januar 1809 in Paris erschienen und versammelte alle verfügbaren Truppen, speziell die des Rheinbundes, am Main mit der Spitze nach Süddeutschland, wo auch Österreich die Entscheidung suchte. Russlands Eingreifen war zunächst nicht zu erwarten, denn sein Heer stand auf zwei weit auseinander liegenden Kriegsschauplätzen in Finnland und an der Donaumündung mit Schweden und der Türkei im Krieg.

## Die gegnerischen Kräfte
Österreich hatte neun Armeekorps aufgestellt. Das 1. bis 6. Korps marschierte in Böhmen und am Inn auf, die Korps Nr. 8. und 9. gegen das Königreich Italien und das Korps Nr. 7 nordwestlich von Radom gegen das Herzogtum Warschau. Es bestand aus sieben Infanterie-, zwei Grenzer- und sieben Kavallerieregimentern sowie bespannter und reitender Artillerie. Alle Regimenter waren kampferprobt. Die Infanterie war durch neu aufgestellte Landwehrbataillone verstärkt. Insgesamt verfügte Ferdinand über etwa 36.000 Mann, davon über 5000 Reiter, und etwa 70 Feldgeschütze. In seinem Stab befanden sich die Generäle Neipperg, Mohr, Schauroth, Mondet und Trauttenberg. Etwa ein Drittel seiner Soldaten waren Polen oder Ruthenen.
Die Armee des Herzogtums Warschau hatte ihre vorgesehene Stärke von 30.000 Mann noch nicht erreicht. Das Herzogtum war auf einen Einfall nicht vorbereitet. Auf einen Krieg zwischen Österreich und Frankreich war zwar gehofft worden, jedoch hatte Napoleon im März dem in Warschau anlässlich einer Reichstagssitzung anwesenden König von Sachsen und Herzog von Warschau Friedrich August versichern lassen, die Gefahr eines österreichischen Einfalls bestünde nicht. Am 26. März war Friedrich August abgereist, ohne Anordnungen für den Kriegsfall und Instruktionen für den Kriegsminister und Oberkommandierenden Fürsten Poniatowski hinterlassen zu haben.
Alle Regimenter des Herzogtums mit Kampferfahrung, rund 18.000 Mann, hatte Napoleon in Spanien zur Bekämpfung des Volksaufstandes eingesetzt – sie mussten ständig ergänzt werden. Im Herzogtum und als Besatzer in Danzig befanden sich etwa 10.000 Mann mit 20 bis 30 Feldgeschützen, zum Teil unter Dąbrowski bei Posen noch in Aufstellung, zum Teil in den Festungen Serock, Modlin und Thorn.
Anfang April, als Österreichs Angriffsabsichten offenbar wurden, zog Poniatowski alle Truppen – ohne die Garnison in Danzig – in Warschau zusammen. Seine Generäle waren bekannte Heerführer und die Soldaten von Kampfesmut erfüllt, wenn auch unerfahren. Etwa 2200 Sachsen, drei Bataillone unter dem Kommando General Dyherrns mit wenig Reiterei und 14 Geschützen, die bereits den Befehl zum Abmarsch in die Heimat erhalten hatten, blieben bei ihm.

## Raszyn und die Folgen
Nachdem Ferdinand, seine Proklamation verbreitend, am 15. April die Pilica bei Nowe Miasto mit nahezu seiner gesamten Armee überschritten hatte und auf Warschau marschierte, rief Poniatowski im Herzogtum ein Volksaufgebot aus. Ferdinands Proklamation ohne einen Hinweis auf Österreichs Verantwortung als Teilungsmacht fand dagegen in der polnischen Öffentlichkeit kein positives Echo. Poniatowski ging Ferdinand mit seinen 12.500 Mann entgegen und bezog bei Raszyn, etwa 8 Kilometer südlich von Warschau, eine Riegelstellung hinter einem versumpften Wasserlauf. Am 19. April nachmittags griff Ferdinand ihn an und eröffnete damit die Schlacht von Raszyn. Der folgende Kampf war das erste und letzte Treffen beider Hauptkräfte in diesem Feldzug. In der Nacht zum 20. April musste sich Poniatowski nach Warschau zurückziehen und das sächsische Korps marschierte in die Heimat ab.
Nun forderte Ferdinand ihn zur Übergabe Warschaus auf. Die Verhandlungen endeten am 21. April mit der Verpflichtung Poniatowskis, Warschau zu räumen und kampflos über die Weichsel zu gehen. Im Gegenzug räumte Ferdinand ihm dazu zwei Tage Zeit ein und verpflichtete sich, auf eine Überquerung der Weichsel zu verzichten. Zwei volle Tage lang ließ Poniatowski alle Waffen, Munition und andere Kriegsvorräte, sämtliche Kassen, Archive und das Regierungspersonal mit tausenden Pferden und Wagen über die Weichselbrücke nach Praga schaffen, begleitet von Schmähungen und Verwünschungen der von ihm entwaffneten Warschauer. Sie meinten, er hätte sich an Ferdinand verkauft. Poniatowski zog sich über den Bug in die Festungen Modlin und Serock zurück, während Ferdinand am 23. April in die feindlich schweigende Stadt einrückte.
Unterdessen war unter dem Kommando General Mohrs ein österreichisches Korps von 2000 Mann östlich der Weichsel vor Praga erschienen. Dort stand nur ein polnisches Bataillon. Mohr verlangte die Übergabe der Stadt. Der Kommandant bat Poniatowski um Hilfe. Dieser sandte den General Michał Sokolnicki, der am 25. April Mohr in Sichtweite des Warschauer Publikums bei Grochów schlug. Nur mit Mühe konnten sich die Österreicher auf das linke Weichselufer retten.

## Poniatowskis Offensive bis zur Wiedergewinnung Warschaus
Nunmehr befanden sich, abgesehen von einigen Garnisonstruppen und Festungsbesatzungen, keine österreichischen Truppen rechts der Weichsel. Das nutzte Poniatowski aus und begann Ende April mit einem Vormarsch ins österreichische Westgalizien. Ferdinand verließ Warschau, um bei Góra Kalwaria über die Weichsel zu gehen und Poniatowski zu stellen. Dieser stürmte jedoch am 3. Mai den dort schon errichteten Brückenkopf des Generals Schauroth. Mit einem Verlust von 1500 Mann musste Ferdinand links der Weichsel bleiben. Somit lag Westgalizien offen vor Poniatowski.
Als die Nachrichten aus Süddeutschland von den französischen Siegen bei Regensburg, Abensberg, und Eggmühl eintrafen, rief Poniatowski zur allgemeinen Erhebung, zum Abschütteln des deutschen Jochs in ganz Galizien auf und ließ Waffen an das Volk ausgeben. Getragen von allgemeiner Zustimmung erreichte er am 14. Mai Lublin, drang in Altgalizien ein, wo am 20. Mai Zamość fiel, die einzige größere Festung der Österreicher, am 24. war seine Armee in Jaroslaw und am 28. zog sie im Triumph in Lemberg, der Hauptstadt Galiziens, ein. Ein Korps unter Potocki hatte am 18. Mai den links der Weichsel liegenden befestigten Brückenkopf Sandomierz erobert, wobei die Österreicher 2.000 Mann an Toten und Gefangenen verloren.
Ferdinand hatte inzwischen vergeblich versucht, den polnischen Brückenkopf Thorn einzunehmen, dann aber sich ebenso ergebnislos auf Kalisch bewegt. Ein Teil seiner Truppen musste wegen latenter Aufstandsgefahr immer in Warschau bleiben. Ein anderer Teil unter Neipperg bekämpfte 8000 Irreguläre, die teils unter General Zajączek über die Pilitza in Westgalizien eingesickert waren, teils aus Einheimischen bestanden.
Die Aufstellung eines sächsischen und eines polnischen Freikorps durch Ferdinand blieb in Anfängen stecken. Die Anziehungskraft der Freikorps erwies sich als gering, zumal verurteilte Straftäter aus den Haftanstalten des Herzogtums sich zum Eintritt verpflichten durften. Wegen der nach den Misserfolgen zunehmenden Desertionen und Gehorsamsverweigerungen büßten die Österreicher ständig an Kampfkraft ein. Viele Soldaten polnischer Herkunft weigerten sich zu kämpfen, wenn es zum Gefecht kam, oder liefen truppweise über.
Inzwischen war das Korps Dąbrowskis in Posen auf 3000 Mann Linientruppen und tausende Aufgebotene angewachsen. Er begann, Ferdinands Vorposten von Płock bis Tschenstochau aufzurollen. Am 30. Mai ging er über die Bzura und stieß bis Błonie vor, einen Tag später gelang den Truppen Poniatowskis die Errichtung eines weiteren Brückenkopfes links der Weichsel bei Wilanów südlich von Warschau. Darauf räumte Ferdinand, eine Einschließung fürchtend, in der Nacht zum 2. Juni Warschau und zog sich eilig nach Süden zurück. Am 5. und 7. Juni versuchte er vergeblich, Sandomierz als Einfallstor für eine Rückeroberung Galiziens einzunehmen. In diesen Tagen kam es in Warschau nach der vom Volk bejubelten Rückkehr des französischen Residenten und der Regierung zu Wutausbrüchen und staatlichen Übergriffen gegen die deutsche Minderheit.

## Das Eingreifen Russlands und der Rückzug Ferdinands
Zar Alexander hatte am 5. April 1809 als Verbündeter Frankreichs und Garant des Herzogtums bekundet, eine Störung des Friedens in Europa nicht zu dulden, und nach Österreichs Kriegserklärung an Frankreich seinen Gesandten aus Wien abberufen. Seither waren in Białystok und Brest nach und nach 48.000 Mann unter Dmitri Wladimirowitsch Golitzyn aufmarschiert. Als sich angesichts der Erfolge Poniatowskis die Wiederherstellung Polens abzeichnete, forderte Alexander in einer Unterredung mit dem französischen Botschafter in Sankt Petersburg, Armand de Caulaincourt, für den Fall einer Niederlage Österreichs im Krieg mit Frankreich die Abtretung Galiziens an Russland. Obwohl Caulaincourt versicherte, Napoleon beabsichtige keineswegs die Wiederherstellung Polens, ließ Alexander seine Truppen ab Ende Mai bzw. Anfang Juni langsam über den Bug in Galizien einrücken. Auf einen gemeinsamen Zug gegen Ferdinand legte Golitzyn, von Poniatowski persönlich angesprochen, keinen Wert. Ein schriftliches Hilfsgesuch ließ er unbeantwortet. Während ihres weiteren Vordringens nach Galizien blieben die russischen Truppen rechts der Weichsel und vermieden jedes Gefecht mit den Österreichern. Bei der folgenden Besetzung des östlichen Galiziens wichen die Österreicher ihrerseits kampflos vor den Russen zurück.
Am 18. Juni glückte Ferdinand nach einem blutigen Kampf die Einnahme von Sandomierz. Trotz dringender Hilferufe des Verteidigers Sokolnicki sahen starke russische Truppen unter General Carl Gustav von Sievers der Eroberung tatenlos zu. Sokolnicki musste ehrenhaft kapitulieren und sich mit 5000 Mann über die Pilica zurückziehen, wo er zu Dąbrowski stieß. Ferdinand beherrschte von Radom aus die Gegend zwischen Pilica und Weichsel. Eines seiner Streifkorps erschien vor Warschau und löste dort eine Massenpanik aus. Poniatowski hatte sich enttäuscht von den Russen getrennt und seine Hauptkräfte in den ersten Julitagen in Puławy zusammengezogen, wo er eine Brücke über die Weichsel bauen ließ. Poniatowski drohte, sich mit Dąbrowski bei Radom zu vereinen. Inzwischen hatte sich das Kräfteverhältnis umgekehrt. Die Armee des Herzogtums war auf 24.000 Mann angewachsen, dazu kamen rund 30.000 Irreguläre. Ferdinand verfügte noch über höchstens 20.000 Mann. Er begann mit seinem Rückzug nach Krakau, indem er Sandomierz schleifte und das Kommando an seine Generäle Mondet und Mohr abgab. Dann marschierte er mit einem Teil seiner Truppen über den Jablunkapass zum neuen Hauptkriegsschauplatz Mähren, wo sich eine Entscheidungsschlacht mit Napoleon anbahnte. Poniatowski ging um den 8. Juli über die Weichsel, kam aber zu spät, um Ferdinand zu stellen.
In der Absicht, Poniatowskis Kräfte aufzusplittern, hatte Ferdinand zuvor ein 4000 Mann starkes Korps unter Schauroth über die Weichsel entsandt. Ihm gelang eine Offensive über den San bis nach Lemberg, das er Ende Juni einnahm. Als die Russen sich kurz darauf Lemberg näherten, übergab Schauroth ihnen die Stadt ohne Kapitulation, ganz ruhig, wie ein Alliierter dem anderen einen Platz abtritt. Der Vorgang wiederholte sich nun immer wieder. Die Österreicher eroberten einen galizischen Ort zurück und übergaben ihn kurz darauf kampflos den ihnen folgenden Russen, die sofort die weißen polnischen Adler als Hoheitszeichen entfernten und durch ihren schwarzen Doppeladler ersetzten. Das taten sie auch in allen anderen Orten rechts der Weichsel. Der zur Beilegung daraus entstandener Spannungen von den Polen zum Schiedsrichter aufgeforderte Napoleon ließ den Russen mitteilen, die Armee des Herzogtums sei das IX. Korps der Grande Armée und ordnete die Anbringung seiner goldenen Adler in Galizien an. Schauroth beendete seinen Zug Mitte Juli in der Bukowina, wohin die Russen ihm nicht folgten.

## Das Ende in Krakau
Nach kleinen Gefechten am 11. Juli mit Mohr und Mondet erschien Poniatowskis Vorhut unter General Rożniecki am 13. Juli in Siegerstimmung vor Krakau, wo der Einzug in die alte Hauptstadt Polens den Befreiungsfeldzug würdig abschließen sollte. Rożniecki handelte, um Blutvergießen und Zerstörung zu vermeiden, mit Mondet die Übergabe der Stadt für den 15. Juli aus. Als er Krakau am Morgen betreten wollte, fand er an den Stadttoren russische Wachen vor. In der Nacht zum 15. hatte eine berittene Vorausabteilung Golizyns unter dem Kommando Sievers Krakau noch während des Abzugs der Österreicher besetzt. Im Laufe des Tages kam es zwischen den nahezu zeitgleich einrückenden Russen und Polen zu tumultuösen Szenen. Poniatowski bahnte sich mit dem Griff seines Säbels ... seinen Weg durch die Reihen der Russen. Militärisch hatte der Eilmarsch Sievers keinen Sinn gehabt – offensichtlich sollte mit der Wegnahme Krakaus das angewachsene nationale Selbstbewusstsein der Polen gedämpft werden. Um zu verhindern, dass die gegenseitigen Hassbekundungen zwischen den „Alliierten“ in Schießereien ausarteten, verständigten sich Poniatowski und Sievers über einen gemeinsamen Besitz Krakaus. Als kurz darauf der Znaimer Waffenstillstand bekannt wurde, teilten sie die Stadt in zwei Sektoren, die von 15.000 polnischen bzw. 4000 russischen Soldaten besetzt wurden. Ansonsten waren die Weichsel und der Dunajec für die nächsten drei Monate bis zum Friedensschluss die Demarkationslinie zwischen den russischen und polnischen Truppen in den von Österreich geräumten galizischen Gebieten, während im Vorland der Beskiden- und Karpatenpässe noch immer österreichische Einheiten standen.

## Nachspiel
In Ungarisch Altenburg begannen nach dem Waffenstillstand Friedensverhandlungen, die in Schönbrunn im Oktober mit dem Friedensschluss endeten. Bei den ausschließlich von Napoleon oder seinen Bevollmächtigten und dem amtierenden österreichischen Außenminister geführten Gesprächen waren auch die Zugehörigkeit Galiziens und die Möglichkeit einer Wiederherstellung Polens Verhandlungsgegenstände. Beide Probleme wurden zugunsten Russlands gelöst, das als Wunschpartner beider Seiten unsichtbar am Verhandlungstisch saß. Es durfte sich noch einmal auf Kosten Polens vergrößern, indem Österreich ihm den galizischen Bezirk Tarnopol abtreten musste. Das Herzogtum Warschau erhielt Westgalizien sowie Zamość und Umgebung. Ferner fiel fortan die Hälfte der Einnahmen der Salzmine von Wieliczka an seinen Scheinpotentaten Herzog Friedrich August. Seine Schatullengelder stiegen infolgedessen von 0,167 auf 1,5 Millionen Taler an.
Österreich blieb, von symbolischen Verkleinerungen abgesehen, weiter im Besitz des Gewinnes aus der Ersten Teilung Polens. Die Polnische Frage blieb offen, was die Polen einer gewaltsamen Lösung durch einen Konflikt mit Russland entgegentrieb. Zwanzig Monate später sollte Napoleon diese Lage bei seinem Krieg mit Russland bis zur völligen Ruinierung des politischen und wirtschaftlichen Potenzials des Herzogtums ausnutzen.